# Interlands Pools voetbalelftal 1990-1999
Deze pagina toont een chronologisch en gedetailleerd overzicht van de interlands die het Pools voetbalelftal speelde in de periode 1990 – 1999.

## Interlands

### 1990
|                                                       |      |                                   |       |                                                                                |
| 2 februari Vriendschappelijk № 466 «onderlinge duels» | Iran | 0 – 2                             | Polen | Azadistadion, Teheran Toeschouwers: 50.000 Scheidsrechter: Hadi Dezfully (IRN) |
| 2 februari Vriendschappelijk № 466 «onderlinge duels» |      | 19' Jacek Ziober 56' Jacek Ziober |       | Azadistadion, Teheran Toeschouwers: 50.000 Scheidsrechter: Hadi Dezfully (IRN) |

|                                                       |      |                    |       |                                                                                   |
| 4 februari Vriendschappelijk № 467 «onderlinge duels» | Iran | 0 – 1              | Polen | Azadistadion, Teheran Toeschouwers: 30.000 Scheidsrechter: Mehdi Abarniroee (IRN) |
| 4 februari Vriendschappelijk № 467 «onderlinge duels» |      | 60' Roman Szewczyk |       | Azadistadion, Teheran Toeschouwers: 30.000 Scheidsrechter: Mehdi Abarniroee (IRN) |

|                                                        |                           |       |                   |                                                                                 |
| 11 februari Vriendschappelijk № 468 «onderlinge duels» | Koeweit                   | 1 – 1 | Polen             | Zamalekstadion, Caïro Toeschouwers: 3.000 Scheidsrechter: Esam Abbas Siam (EGY) |
| 11 februari Vriendschappelijk № 468 «onderlinge duels» | Walid Mubarak Al-Fleg 80' |       | 19' Roman Kosecki | Zamalekstadion, Caïro Toeschouwers: 3.000 Scheidsrechter: Esam Abbas Siam (EGY) |

|                                                                       |       |       |             |                                                                                |
| 28 maart Vriendschappelijk № 469 «onderlinge duels» 20:00 uur (UTC+2) | Polen | 0 – 0 | Joegoslavië | Stadion Widzewa, Łódź Toeschouwers: 10.000 Scheidsrechter: László Molnár (HUN) |
| 28 maart Vriendschappelijk № 469 «onderlinge duels» 20:00 uur (UTC+2) |       |       |             | Stadion Widzewa, Łódź Toeschouwers: 10.000 Scheidsrechter: László Molnár (HUN) |

|                                                                       |                                        |       |                   |                                                                                 |
| 4 mei Chicago Marlboro Cup № 470 «onderlinge duels» 21:00 uur (UTC−5) | Colombia                               | 2 – 1 | Polen             | Comiskey Park, Chicago Toeschouwers: 2.912 Scheidsrechter: Angelo Bratsis (USA) |
| 4 mei Chicago Marlboro Cup № 470 «onderlinge duels» 21:00 uur (UTC−5) | Carlos Estrada 11' Arnoldo Iguarán 18' |       | 36' Roman Kosecki | Comiskey Park, Chicago Toeschouwers: 2.912 Scheidsrechter: Angelo Bratsis (USA) |

|                                                                       |            |                                 |       |                                                                                 |
| 6 mei Chicago Marlboro Cup № 471 «onderlinge duels» 15:30 uur (UTC−5) | Costa Rica | 0 – 2                           | Polen | Comiskey Park, Chicago Toeschouwers: 8.783 Scheidsrechter: Angelo Bratsis (USA) |
| 6 mei Chicago Marlboro Cup № 471 «onderlinge duels» 15:30 uur (UTC−5) |            | 10' Leszek Pisz 89' Piotr Nowak |       | Comiskey Park, Chicago Toeschouwers: 8.783 Scheidsrechter: Angelo Bratsis (USA) |

|                                                                    |                                                             |       |                  |                                                                                      |
| 9 mei Vriendschappelijk № 472 «onderlinge duels» 19:30 uur (UTC−4) | Verenigde Staten                                            | 3 – 1 | Polen            | Hersheypark Stadium, Hershey Toeschouwers: 12.063 Scheidsrechter: John Purcell (IRL) |
| 9 mei Vriendschappelijk № 472 «onderlinge duels» 19:30 uur (UTC−4) | Bruce Murray 31' Peter Vermes 59' (pen.) Chris Sullivan 78' |       | 27' Jacek Ziober | Hersheypark Stadium, Hershey Toeschouwers: 12.063 Scheidsrechter: John Purcell (IRL) |

|                                                                     |                      |       |                           |                                                                                 |
| 19 mei Vriendschappelijk № 473 «onderlinge duels» 15:00 uur (UTC+1) | Schotland            | 1 – 1 | Polen                     | Hampden Park, Glasgow Toeschouwers: 25.142 Scheidsrechter: Joseph Worrall (ENG) |
| 19 mei Vriendschappelijk № 473 «onderlinge duels» 15:00 uur (UTC+1) | Maurice Johnston 42' |       | 89' (e.d.) Gary Gillespie | Hampden Park, Glasgow Toeschouwers: 25.142 Scheidsrechter: Joseph Worrall (ENG) |

|                                                   |                                                                                    |       |        |                                                                                 |
| 21 mei Vriendschappelijk № 474 «onderlinge duels» | Polen                                                                              | 4 – 0 | V.A.E. | Stade Vélodrome, Marseille Toeschouwers: 3.250 Scheidsrechter: Marc Batta (FRA) |
| 21 mei Vriendschappelijk № 474 «onderlinge duels» | Dariusz Dziekanowski 31' Robert Warzycha 33' Roman Kosecki 47' Robert Warzycha 66' |       |        | Stade Vélodrome, Marseille Toeschouwers: 3.250 Scheidsrechter: Marc Batta (FRA) |

|                                                                     |                 |       |                  |                                                                                            |
| 6 juni Vriendschappelijk № 475 «onderlinge duels» 20:00 uur (UTC+2) | België          | 1 – 1 | Polen            | Koning Boudewijnstadion, Brussel Toeschouwers: 17.634 Scheidsrechter: Roger Philippi (LUX) |
| 6 juni Vriendschappelijk № 475 «onderlinge duels» 20:00 uur (UTC+2) | Marc Emmers 81' |       | 16' Jacek Ziober | Koning Boudewijnstadion, Brussel Toeschouwers: 17.634 Scheidsrechter: Roger Philippi (LUX) |

|                                                                          |           |       |       |                                                                                  |
| 15 augustus Vriendschappelijk № 476 «onderlinge duels» 20:30 uur (UTC+2) | Frankrijk | 0 – 0 | Polen | Parc des Princes, Parijs Toeschouwers: 15.919 Scheidsrechter: Neil Midgley (ENG) |
| 15 augustus Vriendschappelijk № 476 «onderlinge duels» 20:30 uur (UTC+2) |           |       |       | Parc des Princes, Parijs Toeschouwers: 15.919 Scheidsrechter: Neil Midgley (ENG) |

|                                                         |                                    |       |                     |                                                                                      |
| 26 september Vriendschappelijk № 477 «onderlinge duels» | Roemenië                           | 2 – 1 | Polen               | Stadionul Steaua, Boekarest Toeschouwers: 7.500 Scheidsrechter: Robert Matušík (TCH) |
| 26 september Vriendschappelijk № 477 «onderlinge duels» | Ovidiu Lazăr 38' Iosif Rotariu 73' |       | 81' Robert Warzycha | Stadionul Steaua, Boekarest Toeschouwers: 7.500 Scheidsrechter: Robert Matušík (TCH) |

|                                                                         |                                    |       |                                                    |                                                                                            |
| 10 oktober Vriendschappelijk № 478 «onderlinge duels» 20:00 uur (UTC+1) | Polen                              | 2 – 3 | Verenigde Staten                                   | Wojska Polskiegostadion, Warschau Toeschouwers: 6.000 Scheidsrechter: Werner Föckler (GER) |
| 10 oktober Vriendschappelijk № 478 «onderlinge duels» 20:00 uur (UTC+1) | Roman Kosecki 48' Jacek Ziober 61' |       | 16' Bruce Murray 24' Peter Vermes 44' Peter Vermes | Wojska Polskiegostadion, Warschau Toeschouwers: 6.000 Scheidsrechter: Werner Föckler (GER) |

|                                                                            |                                             |       |       |                                                                                  |
| 17 oktober EK 1992 kwalificatie № 479 «onderlinge duels» 20:00 uur (UTC+1) | Engeland                                    | 2 – 0 | Polen | Wembley Stadium, Londen Toeschouwers: 77.040 Scheidsrechter: Tullio Lanese (ITA) |
| 17 oktober EK 1992 kwalificatie № 479 «onderlinge duels» 20:00 uur (UTC+1) | Gary Lineker 41' (pen.) Peter Beardsley 90' |       |       | Wembley Stadium, Londen Toeschouwers: 77.040 Scheidsrechter: Tullio Lanese (ITA) |

|                                                                             |         |                          |       |                                                                                         |
| 14 november EK 1992 kwalificatie № 480 «onderlinge duels» 19:00 uur (UTC+2) | Turkije | 0 – 1                    | Polen | Ali Sami Yenstadion, Istanbul Toeschouwers: 30.000 Scheidsrechter: Aleksey Spirin (URS) |
| 14 november EK 1992 kwalificatie № 480 «onderlinge duels» 19:00 uur (UTC+2) |         | 37' Dariusz Dziekanowski |       | Ali Sami Yenstadion, Istanbul Toeschouwers: 30.000 Scheidsrechter: Aleksey Spirin (URS) |

|                                                                          |                       |       |                                       |                                                                                  |
| 19 december Vriendschappelijk № 481 «onderlinge duels» 16:15 uur (UTC+2) | Griekenland           | 1 – 2 | Polen                                 | Volos Stadion, Volos Toeschouwers: 2.507 Scheidsrechter: Theodoros Kefalas (GRE) |
| 19 december Vriendschappelijk № 481 «onderlinge duels» 16:15 uur (UTC+2) | Yiotis Tsalouhidis 9' |       | 36' Piotr Soczyński 68' Roman Kosecki | Volos Stadion, Volos Toeschouwers: 2.507 Scheidsrechter: Theodoros Kefalas (GRE) |

### 1991
|                                                                       |                                                            |       |                     |                                                                             |
| 6 februari Vriendschappelijk № 482 «onderlinge duels» 20:00 uur (UTC) | Noord-Ierland                                              | 3 – 1 | Polen               | Windsor Park, Belfast Toeschouwers: 3.500 Scheidsrechter: Keith Burge (WAL) |
| 6 februari Vriendschappelijk № 482 «onderlinge duels» 20:00 uur (UTC) | Gerry Taggart 44' Jim Magilton 61' (pen) Gerry Taggart 82' |       | 17' Robert Warzycha | Windsor Park, Belfast Toeschouwers: 3.500 Scheidsrechter: Keith Burge (WAL) |

|                                                                       |                    |       |                            |                                                                                         |
| 13 maart Vriendschappelijk № 483 «onderlinge duels» 17:00 uur (UTC+1) | Polen              | 1 – 1 | Finland                    | Wojska Polskiegostadion, Warschau Toeschouwers: 3.000 Scheidsrechter: Antal Huták (HUN) |
| 13 maart Vriendschappelijk № 483 «onderlinge duels» 17:00 uur (UTC+1) | Andrzej Lesiak 12' |       | 20' Mika-Matti Paatelainen | Wojska Polskiegostadion, Warschau Toeschouwers: 3.000 Scheidsrechter: Antal Huták (HUN) |

|                                                                       |                                                                         |       |       |                                                                               |
| 27 maart Vriendschappelijk № 484 «onderlinge duels» 15:30 uur (UTC+1) | Tsjecho-Slowakije                                                       | 4 – 0 | Polen | Stadion Míru, Olomouc Toeschouwers: 3.500 Scheidsrechter: Alfred Wieser (AUT) |
| 27 maart Vriendschappelijk № 484 «onderlinge duels» 15:30 uur (UTC+1) | Pavel Kuka 29' Ľubomír Moravčík 42' Ladislav Pecko 79' Václav Daněk 83' |       |       | Stadion Míru, Olomouc Toeschouwers: 3.500 Scheidsrechter: Alfred Wieser (AUT) |

|                                                                     |                                                         |       |         |                                                                                            |
| 17 april EK-kwalificatie № 485 «onderlinge duels» 20:00 uur (UTC+2) | Polen                                                   | 3 – 0 | Turkije | Wojska Polskiegostadion, Warschau Toeschouwers: 3.000 Scheidsrechter: Mircea Salomir (ROU) |
| 17 april EK-kwalificatie № 485 «onderlinge duels» 20:00 uur (UTC+2) | Ryszard Tarasiewicz 74' Jan Urban 81' Roman Kosecki 88' |       |         | Wojska Polskiegostadion, Warschau Toeschouwers: 3.000 Scheidsrechter: Mircea Salomir (ROU) |

|                                                                       |         |       |       |                                                                                     |
| 1 mei EK 1992 kwalificatie № 486 «onderlinge duels» 14:00 uur (UTC+1) | Ierland | 0 – 0 | Polen | Lansdowne Road, Dublin Toeschouwers: 48.000 Scheidsrechter: John Blankenstein (NED) |
| 1 mei EK 1992 kwalificatie № 486 «onderlinge duels» 14:00 uur (UTC+1) |         |       |       | Lansdowne Road, Dublin Toeschouwers: 48.000 Scheidsrechter: John Blankenstein (NED) |

|                                                                     |       |       |       |                                                                                   |
| 29 mei Vriendschappelijk № 487 «onderlinge duels» 16:30 uur (UTC+2) | Polen | 0 – 0 | Wales | Stadion Radomiak, Radom Toeschouwers: 12.000 Scheidsrechter: Heinz Holzmann (AUT) |
| 29 mei Vriendschappelijk № 487 «onderlinge duels» 16:30 uur (UTC+2) |       |       |       | Stadion Radomiak, Radom Toeschouwers: 12.000 Scheidsrechter: Heinz Holzmann (AUT) |

|                                                                          |              |       |                                                                                               |                                                                                   |
| 14 augustus Vriendschappelijk № 488 «onderlinge duels» 20:00 uur (UTC+2) | Polen        | 1 – 5 | Frankrijk                                                                                     | Stadion Miejski, Poznań Toeschouwers: 20.000 Scheidsrechter: Aleksey Spirin (URS) |
| 14 augustus Vriendschappelijk № 488 «onderlinge duels» 20:00 uur (UTC+2) | Jan Urban 6' |       | 41' Franck Sauzée 45' Jean-Pierre Papin 68' Amara Simba 69' Laurent Blanc 78' Christian Perez | Stadion Miejski, Poznań Toeschouwers: 20.000 Scheidsrechter: Aleksey Spirin (URS) |

|                                                                          |                                              |       |        |                                                                                           |
| 21 augustus Vriendschappelijk № 489 «onderlinge duels» 17:30 uur (UTC+2) | Polen                                        | 2 – 0 | Zweden | Stadion Miejski, Gdynia Toeschouwers: 6.000 Scheidsrechter: Frans Van Den Wijngaert (BEL) |
| 21 augustus Vriendschappelijk № 489 «onderlinge duels» 17:30 uur (UTC+2) | Wojciech Kowalczyk 58' Mirosław Trzeciak 90' |       |        | Stadion Miejski, Gdynia Toeschouwers: 6.000 Scheidsrechter: Frans Van Den Wijngaert (BEL) |

|                                                                           |               |       |                  |                                                                                           |
| 11 september Vriendschappelijk № 490 «onderlinge duels» 20:00 uur (UTC+2) | Nederland     | 1 – 1 | Polen            | Philips Stadion, Eindhoven Toeschouwers: 15.000 Scheidsrechter: Alphonse Constantin (BEL) |
| 11 september Vriendschappelijk № 490 «onderlinge duels» 20:00 uur (UTC+2) | Wim Kieft 90' |       | 87' Jacek Ziober | Philips Stadion, Eindhoven Toeschouwers: 15.000 Scheidsrechter: Alphonse Constantin (BEL) |

|                                                                            |                                                   |       |                                                       |                                                                                 |
| 16 oktober EK 1992 kwalificatie № 491 «onderlinge duels» 17:00 uur (UTC+1) | Polen                                             | 3 – 3 | Ierland                                               | Stadion Miejski, Poznań Toeschouwers: 20.000 Scheidsrechter: Guy Goethals (BEL) |
| 16 oktober EK 1992 kwalificatie № 491 «onderlinge duels» 17:00 uur (UTC+1) | Piotr Czachowski 54' Jan Furtok 74' Jan Urban 85' |       | 12' Paul McGrath 61' Andy Townsend 68' Tony Cascarino | Stadion Miejski, Poznań Toeschouwers: 20.000 Scheidsrechter: Guy Goethals (BEL) |

|                                                                             |                    |       |                  |                                                                                      |
| 13 november EK 1992 kwalificatie № 492 «onderlinge duels» 18:30 uur (UTC+1) | Polen              | 1 – 1 | Engeland         | Stadion Miejski, Poznań Toeschouwers: 10.300 Scheidsrechter: Hubert Forstinger (AUT) |
| 13 november EK 1992 kwalificatie № 492 «onderlinge duels» 18:30 uur (UTC+1) | Roman Szewczyk 32' |       | 77' Gary Lineker | Stadion Miejski, Poznań Toeschouwers: 10.300 Scheidsrechter: Hubert Forstinger (AUT) |

|                                                       |                                                                        |       |       |                                                                                |
| 3 december Vriendschappelijk № 493 «onderlinge duels» | Egypte                                                                 | 4 – 0 | Polen | Cairostadion, Caïro Toeschouwers: 12.000 Scheidsrechter: Esam Abbas Siam (EGY) |
| 3 december Vriendschappelijk № 493 «onderlinge duels» | Ahmed El-Kass 40' Ibrahim Hassan 55' Ayman Ragab 70' Hossam Hassan 72' |       |       | Cairostadion, Caïro Toeschouwers: 12.000 Scheidsrechter: Esam Abbas Siam (EGY) |

|                                                       |        |       |       |                                                                               |
| 5 december Vriendschappelijk № 494 «onderlinge duels» | Egypte | 0 – 0 | Polen | Cairostadion, Caïro Toeschouwers: 5.000 Scheidsrechter: Esam Abbas Siam (EGY) |
| 5 december Vriendschappelijk № 494 «onderlinge duels» |        |       |       | Cairostadion, Caïro Toeschouwers: 5.000 Scheidsrechter: Esam Abbas Siam (EGY) |

|                                                       |         |                                    |       |                                                                                                 |
| 9 december Vriendschappelijk № 495 «onderlinge duels» | Koeweit | 0 – 2                              | Polen | Mohammed Al-Hamadstadion, Koeweit Toeschouwers: 25.000 Scheidsrechter: Ghazi Ali Al Kandi (KUW) |
| 9 december Vriendschappelijk № 495 «onderlinge duels» |         | 2' Zdzisław Janik 67' Marek Rzepka |       | Mohammed Al-Hamadstadion, Koeweit Toeschouwers: 25.000 Scheidsrechter: Ghazi Ali Al Kandi (KUW) |

### 1992
|                                                                    | |       |       |                                                                                    |
| 7 mei Vriendschappelijk № 496 «onderlinge duels» 19:00 uur (UTC+2) | Zweden                                                                                             | 5 – 0 | Polen | Råsundastadion, Stockholm Toeschouwers: 9.425 Scheidsrechter: Jaap Uilenberg (NED) |
| 7 mei Vriendschappelijk № 496 «onderlinge duels» 19:00 uur (UTC+2) | Kennet Andersson 9' Kennet Andersson 25' Klas Ingesson 44' Martin Dahlin 62' Stefan Pettersson 70' |       |       | Råsundastadion, Stockholm Toeschouwers: 9.425 Scheidsrechter: Jaap Uilenberg (NED) |

|                                                   |                                         |       |                                                                                   |                                                                                 |
| 19 mei Vriendschappelijk № 497 «onderlinge duels» | Oostenrijk                              | 2 – 4 | Polen                                                                             | Lehenstadion, Salzburg Toeschouwers: 12.000 Scheidsrechter: Marnix Sandra (BEL) |
| 19 mei Vriendschappelijk № 497 «onderlinge duels» | Ralph Hasenhüttl 20' Walter Waldhör 68' |       | 10' Roman Kosecki 33' Roman Kosecki 59' Krzysztof Warzycha 64' Wojciech Kowalczyk | Lehenstadion, Salzburg Toeschouwers: 12.000 Scheidsrechter: Marnix Sandra (BEL) |

|                                                                     |                        |       |                   |                                                                                                  |
| 27 mei Vriendschappelijk № 498 «onderlinge duels» 17:00 uur (UTC+2) | Polen                  | 1 – 0 | Tsjecho-Slowakije | Jastrzębie-Zdrójstadion, Jastrzębie-Zdrój Toeschouwers: 10.000 Scheidsrechter: Sándor Puhl (HUN) |
| 27 mei Vriendschappelijk № 498 «onderlinge duels» 17:00 uur (UTC+2) | Krzysztof Warzycha 24' |       |                   | Jastrzębie-Zdrójstadion, Jastrzębie-Zdrój Toeschouwers: 10.000 Scheidsrechter: Sándor Puhl (HUN) |

|                                                   |                                       |       |                                     |                                                                                              |
| 5 juli Vriendschappelijk № 499 «onderlinge duels» | Guatemala                             | 2 – 2 | Polen                               | Estadio Mateo Flores, Guatemala-Stad Toeschouwers: 25.000 Scheidsrechter: Fredy Burgos (GUA) |
| 5 juli Vriendschappelijk № 499 «onderlinge duels» | Juan Manuel Funes 45' José Méndez 90' |       | 17' Roman Kosecki 81' Roman Kosecki | Estadio Mateo Flores, Guatemala-Stad Toeschouwers: 25.000 Scheidsrechter: Fredy Burgos (GUA) |

|                                                                          |         |       |       |                                                                                         |
| 26 augustus Vriendschappelijk № 500 «onderlinge duels» 18:30 uur (UTC+3) | Finland | 0 – 0 | Polen | Jakobstads Centralplan, Jakobstad Toeschouwers: 3.000 Scheidsrechter: Finn Lambek (DEN) |
| 26 augustus Vriendschappelijk № 500 «onderlinge duels» 18:30 uur (UTC+3) |         |       |       | Jakobstads Centralplan, Jakobstad Toeschouwers: 3.000 Scheidsrechter: Finn Lambek (DEN) |

|                                                                          |                    |       |                     |                                                                                     |
| 9 september Vriendschappelijk № 501 «onderlinge duels» 17:00 uur (UTC+2) | Polen              | 1 – 1 | Israël              | Stal Mielecstadion, Mielec Toeschouwers: 10.000 Scheidsrechter: Karel Bohunek (TCH) |
| 9 september Vriendschappelijk № 501 «onderlinge duels» 17:00 uur (UTC+2) | Roman Szewczyk 24' |       | 36' Ronny Rosenthal | Stal Mielecstadion, Mielec Toeschouwers: 10.000 Scheidsrechter: Karel Bohunek (TCH) |

|                                                                              |                    |       |         |                                                                                |
| 23 september WK 1994 kwalificatie № 502 «onderlinge duels» 20:00 uur (UTC+2) | Polen              | 1 – 0 | Turkije | Stadion Miejski, Poznań Toeschouwers: 10.000 Scheidsrechter: Markus Merk (GER) |
| 23 september WK 1994 kwalificatie № 502 «onderlinge duels» 20:00 uur (UTC+2) | Tomasz Wałdoch 33' |       |         | Stadion Miejski, Poznań Toeschouwers: 10.000 Scheidsrechter: Markus Merk (GER) |

|                                                                            |                                           |       |                                            |                                                                                          |
| 14 oktober WK 1994 kwalificatie № 503 «onderlinge duels» 20:00 uur (UTC+1) | Nederland                                 | 2 – 2 | Polen                                      | Stadion De Kuip, Rotterdam Toeschouwers: 14.500 Scheidsrechter: Arcangele Pezzella (ITA) |
| 14 oktober WK 1994 kwalificatie № 503 «onderlinge duels» 20:00 uur (UTC+1) | Peter van Vossen 44' Peter van Vossen 48' |       | 19' Marek Koźmiński 21' Wojciech Kowalczyk | Stadion De Kuip, Rotterdam Toeschouwers: 14.500 Scheidsrechter: Arcangele Pezzella (ITA) |

|                                                                          |                         |       |         |                                                                                  |
| 18 november Vriendschappelijk № 504 «onderlinge duels» 13:00 uur (UTC+1) | Polen                   | 1 – 0 | Letland | Stadion Miejski, Iława Toeschouwers: 12.000 Scheidsrechter: Sergejus Slyva (LTU) |
| 18 november Vriendschappelijk № 504 «onderlinge duels» 13:00 uur (UTC+1) | Grzegorz Mielcarski 70' |       |         | Stadion Miejski, Iława Toeschouwers: 12.000 Scheidsrechter: Sergejus Slyva (LTU) |

|                                                        |                                             |       |       |                                                                                                  |
| 26 november Vriendschappelijk № 505 «onderlinge duels» | Argentinië                                  | 2 – 0 | Polen | Estadio Camilo Cichero, Buenos Aires Toeschouwers: 20.000 Scheidsrechter: Renato Marsiglia (BRA) |
| 26 november Vriendschappelijk № 505 «onderlinge duels» | Nestor Craviotto 22' Ramón Medina Bello 54' |       |       | Estadio Camilo Cichero, Buenos Aires Toeschouwers: 20.000 Scheidsrechter: Renato Marsiglia (BRA) |

|                                                                          |         |                    |       |                                                                                            |
| 29 november Vriendschappelijk № 506 «onderlinge duels» 20:00 uur (UTC−2) | Uruguay | 0 – 1              | Polen | Estadio Centenario, Montevideo Toeschouwers: 15.000 Scheidsrechter: Javier Castrilli (ARG) |
| 29 november Vriendschappelijk № 506 «onderlinge duels» 20:00 uur (UTC−2) |         | 81' Dariusz Gęsior |       | Estadio Centenario, Montevideo Toeschouwers: 15.000 Scheidsrechter: Javier Castrilli (ARG) |

### 1993
|                                                                         |        |       |       |                                                                                 |
| 1 februari Vriendschappelijk № 507 «onderlinge duels» 14:30 uur (UTC+2) | Cyprus | 0 – 0 | Polen | Makariostadion, Nicosia Toeschouwers: 2.000 Scheidsrechter: Loizos Loizou (CYP) |
| 1 februari Vriendschappelijk № 507 «onderlinge duels» 14:30 uur (UTC+2) |        |       |       | Makariostadion, Nicosia Toeschouwers: 2.000 Scheidsrechter: Loizos Loizou (CYP) |

|                                                       |        |       |       |                                                                                  |
| 3 februari Vriendschappelijk № 508 «onderlinge duels» | Israël | 0 – 0 | Polen | Ramat Ganstadion, Ramat Gan Toeschouwers: 2.000 Scheidsrechter: Ben Itzhak (ISR) |
| 3 februari Vriendschappelijk № 508 «onderlinge duels» |        |       |       | Ramat Ganstadion, Ramat Gan Toeschouwers: 2.000 Scheidsrechter: Ben Itzhak (ISR) |

|                                                                       |                                          |       |                                       |                                                                                                   |
| 17 maart Vriendschappelijk № 509 «onderlinge duels» 21:50 uur (UTC−3) | Brazilië                                 | 2 – 2 | Polen                                 | Estadio Santa Cruz, Ribeirão Preto Toeschouwers: 10.000 Scheidsrechter: José Joaquín Torres (COL) |
| 17 maart Vriendschappelijk № 509 «onderlinge duels» 21:50 uur (UTC−3) | Piotr Świerczewski 30' (e.d.) Müller 42' |       | 3' Jerzy Brzęczek 63' Robert Warzycha | Estadio Santa Cruz, Ribeirão Preto Toeschouwers: 10.000 Scheidsrechter: José Joaquín Torres (COL) |

|                                                                       |                               |       |                      |                                                                                   |
| 31 maart Vriendschappelijk № 510 «onderlinge duels» 16:00 uur (UTC+2) | Polen                         | 1 – 1 | Litouwen             | Stadion Górnika, Brzeszcze Toeschouwers: 6.000 Scheidsrechter: Piotr Werner (POL) |
| 31 maart Vriendschappelijk № 510 «onderlinge duels» 16:00 uur (UTC+2) | Piotr Świerczewski 11' (pen.) |       | 41' Eimantas Poderis | Stadion Górnika, Brzeszcze Toeschouwers: 6.000 Scheidsrechter: Piotr Werner (POL) |

|                                                                       |                                     |       |                   |                                                                                   |
| 13 april Vriendschappelijk № 511 «onderlinge duels» 16:30 uur (UTC+2) | Polen                               | 2 – 1 | Finland           | Stadion Radomiak, Radom Toeschouwers: 8.000 Scheidsrechter: Bernd Heynemann (GER) |
| 13 april Vriendschappelijk № 511 «onderlinge duels» 16:30 uur (UTC+2) | Marek Leśniak 30' Marek Leśniak 57' |       | 84' Ari Heikkinen | Stadion Radomiak, Radom Toeschouwers: 8.000 Scheidsrechter: Bernd Heynemann (GER) |

|                                                                         |                |       |            |                                                                                |
| 28 april WK 194 kwalificatie № 512 «onderlinge duels» 17:00 uur (UTC+2) | Polen          | 1 – 0 | San Marino | Stadion Widzewa, Łódź Toeschouwers: 8.000 Scheidsrechter: Leslie Mottram (SCO) |
| 28 april WK 194 kwalificatie № 512 «onderlinge duels» 17:00 uur (UTC+2) | Jan Furtok 75' |       |            | Stadion Widzewa, Łódź Toeschouwers: 8.000 Scheidsrechter: Leslie Mottram (SCO) |

|                                                                        |            |                                                            |       |                                                                                        |
| 19 mei WK 1994 kwalificatie № 513 «onderlinge duels» 20:15 uur (UTC+2) | San Marino | 0 – 3                                                      | Polen | Stadio Olimpico, Serravalle Toeschouwers: 1.500 Scheidsrechter: Piarent Ketherja (ALB) |
| 19 mei WK 1994 kwalificatie № 513 «onderlinge duels» 20:15 uur (UTC+2) |            | 52' Marek Leśniak 57' Krzysztof Warzycha 80' Marek Leśniak |       | Stadio Olimpico, Serravalle Toeschouwers: 1.500 Scheidsrechter: Piarent Ketherja (ALB) |

|                                                                        |                      |       |                |                                                                                      |
| 29 mei WK 1994 kwalificatie № 514 «onderlinge duels» 20:30 uur (UTC+2) | Polen                | 1 – 1 | Engeland       | Śląskistadion, Chorzów Toeschouwers: 65.000 Scheidsrechter: Serge Muhmenthaler (SUI) |
| 29 mei WK 1994 kwalificatie № 514 «onderlinge duels» 20:30 uur (UTC+2) | Dariusz Adamczuk 63' |       | 84' Ian Wright | Śląskistadion, Chorzów Toeschouwers: 65.000 Scheidsrechter: Serge Muhmenthaler (SUI) |

|                                                                             |                                                       |       |       |                                                                                            |
| 8 september WK 1994 kwalificatie № 515 «onderlinge duels» 20:00 uur (UTC+1) | Engeland                                              | 3 – 0 | Polen | Wembley Stadium, Londen Toeschouwers: 71.220 Scheidsrechter: Frans Van Den Wijngaert (BEL) |
| 8 september WK 1994 kwalificatie № 515 «onderlinge duels» 20:00 uur (UTC+1) | Les Ferdinand 5' Paul Gascoigne 49' Stuart Pearce 53' |       |       | Wembley Stadium, Londen Toeschouwers: 71.220 Scheidsrechter: Frans Van Den Wijngaert (BEL) |

|                                                                              |                 |       |       |                                                                                     |
| 22 september WK 1994 kwalificatie № 516 «onderlinge duels» 20:00 uur (UTC+2) | Noorwegen       | 1 – 0 | Polen | Ullevaalstadion, Oslo Toeschouwers: 24.000 Scheidsrechter: Pierluigi Pairetto (ITA) |
| 22 september WK 1994 kwalificatie № 516 «onderlinge duels» 20:00 uur (UTC+2) | Jostein Flo 54' |       |       | Ullevaalstadion, Oslo Toeschouwers: 24.000 Scheidsrechter: Pierluigi Pairetto (ITA) |

|                                                                            |       |                                                        |           |                                                                                  |
| 13 oktober WK 1994 kwalificatie № 517 «onderlinge duels» 20:00 uur (UTC+1) | Polen | 0 – 3                                                  | Noorwegen | Stadion Miejski, Poznań Toeschouwers: 11.000 Scheidsrechter: Vaclav Krondl (CZE) |
| 13 oktober WK 1994 kwalificatie № 517 «onderlinge duels» 20:00 uur (UTC+1) |       | 54' Jostein Flo 68' Jan Åge Fjørtoft 90' Ronny Johnsen |           | Stadion Miejski, Poznań Toeschouwers: 11.000 Scheidsrechter: Vaclav Krondl (CZE) |

|                                                                            |                                    |       |                        |                                                                                     |
| 27 oktober WK 1994 kwalificatie № 518 «onderlinge duels» 18:00 uur (UTC+2) | Turkije                            | 2 – 1 | Polen                  | BJK Inönüstadion, Istanbul Toeschouwers: 20.000 Scheidsrechter: Alfred Wieser (AUT) |
| 27 oktober WK 1994 kwalificatie № 518 «onderlinge duels» 18:00 uur (UTC+2) | Hakan Şükür 53' Bülent Korkmaz 69' |       | 12' Wojciech Kowalczyk | BJK Inönüstadion, Istanbul Toeschouwers: 20.000 Scheidsrechter: Alfred Wieser (AUT) |

|                                                                             |                   |       |                                                            |                                                                                 |
| 17 november WK 1994 kwalificatie № 519 «onderlinge duels» 20:00 uur (UTC+1) | Polen             | 1 – 3 | Nederland                                                  | Stadion Miejski, Poznań Toeschouwers: 17.000 Scheidsrechter: Leif Sundell (SWE) |
| 17 november WK 1994 kwalificatie № 519 «onderlinge duels» 20:00 uur (UTC+1) | Marek Leśniak 13' |       | 10' Dennis Bergkamp 68' Dennis Bergkamp 88' Ronald de Boer | Stadion Miejski, Poznań Toeschouwers: 17.000 Scheidsrechter: Leif Sundell (SWE) |

### 1994
|                                                                       |                   |       |                   | |
| 9 februari Vriendschappelijk № 520 «onderlinge duels» 20:30 uur (UTC) | Spanje            | 1 – 1 | Polen             | Estadio Heliodoro Rodríguez López, Santa Cruz Toeschouwers: 20.000 Scheidsrechter: Martin Bodenham (ENG) |
| 9 februari Vriendschappelijk № 520 «onderlinge duels» 20:30 uur (UTC) | Sergi Barjuán 19' |       | 28' Roman Kosecki | Estadio Heliodoro Rodríguez López, Santa Cruz Toeschouwers: 20.000 Scheidsrechter: Martin Bodenham (ENG) |

|                                                                       |             |       |       |                                                                                             |
| 23 maart Vriendschappelijk № 521 «onderlinge duels» 18:00 uur (UTC+2) | Griekenland | 0 – 0 | Polen | Kaftanzogliostadion, Thessaloniki Toeschouwers: 16.000 Scheidsrechter: Lyuben Angelov (BUL) |
| 23 maart Vriendschappelijk № 521 «onderlinge duels» 18:00 uur (UTC+2) |             |       |       | Kaftanzogliostadion, Thessaloniki Toeschouwers: 16.000 Scheidsrechter: Lyuben Angelov (BUL) |

|                                                                       |                        |       |               |                                                                                               |
| 13 april Vriendschappelijk № 522 «onderlinge duels» 15:00 uur (UTC+1) | Polen                  | 1 – 0 | Saoedi-Arabië | Stade Pierre-de-Coubertin, Cannes Toeschouwers: 16.000 Scheidsrechter: Gilles Veissière (FRA) |
| 13 april Vriendschappelijk № 522 «onderlinge duels» 15:00 uur (UTC+1) | Tomasz Wieszczycki 86' |       |               | Stade Pierre-de-Coubertin, Cannes Toeschouwers: 16.000 Scheidsrechter: Gilles Veissière (FRA) |

|                                                                    |                                                            |       |                                     |                                                                                     |
| 4 mei Vriendschappelijk № 523 «onderlinge duels» 16:00 uur (UTC+2) | Polen                                                      | 3 – 2 | Hongarije                           | Stadion Suche Stawy, Krakau Toeschouwers: 7.000 Scheidsrechter: Karel Bohúnek (CZE) |
| 4 mei Vriendschappelijk № 523 «onderlinge duels» 16:00 uur (UTC+2) | Marcin Jałocha 47' Henryk Bałuszyński 80' Adam Fedoruk 84' |       | 12' István Vincze 50' László Klausz | Stadion Suche Stawy, Krakau Toeschouwers: 7.000 Scheidsrechter: Karel Bohúnek (CZE) |

|                                                                     |                                                                     |       |                                                                        |                                                                                    |
| 17 mei Vriendschappelijk № 524 «onderlinge duels» 18:30 uur (UTC+2) | Polen                                                               | 3 – 4 | Oostenrijk                                                             | Stadion GKS, Katowice Toeschouwers: 4.000 Scheidsrechter: Kurt Röthlisberger (SUI) |
| 17 mei Vriendschappelijk № 524 «onderlinge duels» 18:30 uur (UTC+2) | Andrzej Juskowiak 22' (pen) Jerzy Brzęczek 47' Kazimierz Moskal 89' |       | 5' Peter Stöger 26' Peter Stöger 64' Peter Stöger 68' Walter Hochmaier | Stadion GKS, Katowice Toeschouwers: 4.000 Scheidsrechter: Kurt Röthlisberger (SUI) |

|                                                                          |               |       |                      |                                                                                   |
| 17 augustus Vriendschappelijk № 525 «onderlinge duels» 17:00 uur (UTC+2) | Polen         | 1 – 1 | Wit-Rusland          | Stadion Radomiak, Radom Toeschouwers: 7.000 Scheidsrechter: Hartmut Strampe (GER) |
| 17 augustus Vriendschappelijk № 525 «onderlinge duels» 17:00 uur (UTC+2) | Jacek Bąk 37' |       | 38' Yury Vyarheychyk | Stadion Radomiak, Radom Toeschouwers: 7.000 Scheidsrechter: Hartmut Strampe (GER) |

|                                                                             |                                   |       |                   |                                                                                               |
| 4 september EK 1996 kwalificatie № 526 «onderlinge duels» 18:00 uur (UTC+3) | Israël                            | 2 – 1 | Polen             | Ramat Ganstadion, Ramat Gan Toeschouwers: 4.000 Scheidsrechter: Frans Van Den Wijngaert (BEL) |
| 4 september EK 1996 kwalificatie № 526 «onderlinge duels» 18:00 uur (UTC+3) | Ronen Harazi 43' Ronen Harazi 58' |       | 80' Roman Kosecki | Ramat Ganstadion, Ramat Gan Toeschouwers: 4.000 Scheidsrechter: Frans Van Den Wijngaert (BEL) |

|                                                                            |                       |       |              |                                                                                  |
| 12 oktober EK 1996 kwalificatie № 527 «onderlinge duels» 20:15 uur (UTC+1) | Polen                 | 1 – 0 | Azerbeidzjan | Stal Mielecstadion, Mielec Toeschouwers: 11.000 Scheidsrechter: Ilkka Koho (FIN) |
| 12 oktober EK 1996 kwalificatie № 527 «onderlinge duels» 20:15 uur (UTC+1) | Andrzej Juskowiak 44' |       |              | Stal Mielecstadion, Mielec Toeschouwers: 11.000 Scheidsrechter: Ilkka Koho (FIN) |

|                                                                             |       |       |           |                                                                                     |
| 16 november EK 1996 kwalificatie № 528 «onderlinge duels» 18:00 uur (UTC+2) | Polen | 0 – 0 | Frankrijk | Stadion Górnika, Zabrze Toeschouwers: 18.000 Scheidsrechter: Angelo Amendolia (ITA) |
| 16 november EK 1996 kwalificatie № 528 «onderlinge duels» 18:00 uur (UTC+2) |       |       |           | Stadion Górnika, Zabrze Toeschouwers: 18.000 Scheidsrechter: Angelo Amendolia (ITA) |

|                                                        |                   |       |                                                |                                                                                               |
| 10 december Vriendschappelijk № 529 «onderlinge duels» | Saoedi-Arabië     | 1 – 2 | Polen                                          | Prins Faisal bin Fahdstadion, Riyad Toeschouwers: 4.000 Scheidsrechter: Ibrahim Al Omar (KSA) |
| 10 december Vriendschappelijk № 529 «onderlinge duels» | Sami Al-Jaber 44' |       | 11' (pen.) Henryk Bałuszyński 57' Tomasz Rząsa | Prins Faisal bin Fahdstadion, Riyad Toeschouwers: 4.000 Scheidsrechter: Ibrahim Al Omar (KSA) |

### 1995
|                                                                       |                                                                                            |       |                      |                                                                                                 |
| 15 maart Vriendschappelijk № 530 «onderlinge duels» 15:15 uur (UTC+1) | Polen                                                                                      | 4 – 1 | Litouwen             | Miejski Stadion, Ostrowiec Świętokrzyski Toeschouwers: 7.500 Scheidsrechter: Karol Ihring (SVK) |
| 15 maart Vriendschappelijk № 530 «onderlinge duels» 15:15 uur (UTC+1) | Sylwester Czereszewski 1' Tomasz Wałdoch 35' Tomasz Wieszczycki 45' Waldemar Jaskulski 80' |       | 48' Remigijus Pocius | Miejski Stadion, Ostrowiec Świętokrzyski Toeschouwers: 7.500 Scheidsrechter: Karol Ihring (SVK) |

|                                                                          |                                             |       |                             |                                                                                           |
| 29 maart EK 1996 kwalificatie № 531 «onderlinge duels» 18:30 uur (UTC+3) | Roemenië                                    | 2 – 1 | Polen                       | Stadionul Steaua, Boekarest Toeschouwers: 25.000 Scheidsrechter: Kurt Röthlisberger (SUI) |
| 29 maart EK 1996 kwalificatie № 531 «onderlinge duels» 18:30 uur (UTC+3) | Florin Răducioiu 45' Józef Wandzik 57' (ed) |       | 42' (pen) Andrzej Juskowiak | Stadionul Steaua, Boekarest Toeschouwers: 25.000 Scheidsrechter: Kurt Röthlisberger (SUI) |

|                                                                          |                                                                               |       |                                                     |                                                                                |
| 25 april EK 1996 kwalificatie № 532 «onderlinge duels» 17:30 uur (UTC+2) | Polen                                                                         | 4 – 3 | Israël                                              | Stadion Górnika, Zabrze Toeschouwers: 5.500 Scheidsrechter: Anders Frisk (SWE) |
| 25 april EK 1996 kwalificatie № 532 «onderlinge duels» 17:30 uur (UTC+2) | Piotr Nowak 1' Andrzej Juskowiak 50' Wojciech Kowalczyk 55' Roman Kosecki 63' |       | 37' Ronny Rosenthal 43' Haim Revivo 78' Itzik Zohar | Stadion Górnika, Zabrze Toeschouwers: 5.500 Scheidsrechter: Anders Frisk (SWE) |

|                                                                        | |       |           |                                                                                   |
| 7 juni EK 1996 kwalificatie № 533 «onderlinge duels» 17:30 uur (UTC+2) | Polen                                                                                                | 5 – 0 | Slowakije | Stadion Górnika, Zabrze Toeschouwers: 9.315 Scheidsrechter: Robert Sedlacek (AUT) |
| 7 juni EK 1996 kwalificatie № 533 «onderlinge duels» 17:30 uur (UTC+2) | Andrzej Juskowiak 10' Tomasz Wieszczycki 58' Roman Kosecki 63' Piotr Nowak 69' Andrzej Juskowiak 72' |       |           | Stadion Górnika, Zabrze Toeschouwers: 9.315 Scheidsrechter: Robert Sedlacek (AUT) |

|                                                                      |                                        |       |                       |                                                                                                |
| 29 juni Vriendschappelijk № 534 «onderlinge duels» 21:35 uur (UTC−3) | Brazilië                               | 2 – 1 | Polen                 | Estádio José do Rego Maciel, Recife Toeschouwers: 35.000 Scheidsrechter: Wilson Mendonça (BRA) |
| 29 juni Vriendschappelijk № 534 «onderlinge duels» 21:35 uur (UTC−3) | Túlio Maravilha 3' Túlio Maravilha 56' |       | 72' Andrzej Juskowiak | Estádio José do Rego Maciel, Recife Toeschouwers: 35.000 Scheidsrechter: Wilson Mendonça (BRA) |

|                                                                             |                     |       |                       |                                                                                      |
| 16 augustus EK 1996 kwalificatie № 535 «onderlinge duels» 20:45 uur (UTC+2) | Frankrijk           | 1 – 1 | Polen                 | Parc des Princes, Parijs Toeschouwers: 40.426 Scheidsrechter: Manuel Díaz Vega (ESP) |
| 16 augustus EK 1996 kwalificatie № 535 «onderlinge duels» 20:45 uur (UTC+2) | Youri Djorkaeff 87' |       | 35' Andrzej Juskowiak | Parc des Princes, Parijs Toeschouwers: 40.426 Scheidsrechter: Manuel Díaz Vega (ESP) |

|                                                                             |       |       |          |                                                                                     |
| 6 september EK 1996 kwalificatie № 536 «onderlinge duels» 17:00 uur (UTC+2) | Polen | 0 – 0 | Roemenië | Stadion Górnika, Zabrze Toeschouwers: 16.000 Scheidsrechter: Dermot Gallagher (ENG) |
| 6 september EK 1996 kwalificatie № 536 «onderlinge duels» 17:00 uur (UTC+2) |       |       |          | Stadion Górnika, Zabrze Toeschouwers: 16.000 Scheidsrechter: Dermot Gallagher (ENG) |

|                                                                            |                                                                              |       |                       |                                                                                    |
| 11 oktober EK 1996 kwalificatie № 537 «onderlinge duels» 17:30 uur (UTC+1) | Slowakije                                                                    | 4 – 1 | Polen                 | Tehelné pole, Bratislava Toeschouwers: 11.653 Scheidsrechter: Jorge Monteiro (POR) |
| 11 oktober EK 1996 kwalificatie № 537 «onderlinge duels» 17:30 uur (UTC+1) | Peter Dubovský 31' (pen) Tibor Jančula 68' Marek Ujlaky 77' Július Šimon 82' |       | 20' Andrzej Juskowiak | Tehelné pole, Bratislava Toeschouwers: 11.653 Scheidsrechter: Jorge Monteiro (POR) |

|                                                                             |              |       |       |                                                                                          |
| 15 november EK 1996 kwalificatie № 538 «onderlinge duels» 16:00 uur (UTC+2) | Azerbeidzjan | 0 – 0 | Polen | Hüseyin Avni Akerstadion, Trabzon Toeschouwers: 200 Scheidsrechter: Leslie Mottram (SCO) |
| 15 november EK 1996 kwalificatie № 538 «onderlinge duels» 16:00 uur (UTC+2) |              |       |       | Hüseyin Avni Akerstadion, Trabzon Toeschouwers: 200 Scheidsrechter: Leslie Mottram (SCO) |

### 1996
|                                                                      |                                                                                                |       |       |                                                                                           |
| 19 februari Carlsberg Cup № 539 «onderlinge duels» 15:00 uur (UTC+8) | Japan                                                                                          | 5 – 0 | Polen | Hong Kong Stadium, Hongkong Toeschouwers: 30.000 Scheidsrechter: Esfandiar Baharmast (VS) |
| 19 februari Carlsberg Cup № 539 «onderlinge duels» 15:00 uur (UTC+8) | Motohiro Yamaguchi 31' Takuya Takagi 33' Norto Omura 41' Kazuyoshi Miura 63' Takuya Takagi 77' |       |       | Hong Kong Stadium, Hongkong Toeschouwers: 30.000 Scheidsrechter: Esfandiar Baharmast (VS) |

|                                                                          |                                         |       |                        |                                                                                   |
| 28 februari Vriendschappelijk № 540 «onderlinge duels» 18:00 uur (UTC+2) | Kroatië                                 | 2 – 1 | Polen                  | Stadion Kantrida, Rijeka Toeschouwers: 7.000 Scheidsrechter: Milan Mitrović (SLO) |
| 28 februari Vriendschappelijk № 540 «onderlinge duels» 18:00 uur (UTC+2) | Elvis Brajković 23' Igor Cvitanović 88' |       | 18' Henryk Bałuszyński | Stadion Kantrida, Rijeka Toeschouwers: 7.000 Scheidsrechter: Milan Mitrović (SLO) |

|                                                                       |       |       |          |                                                                                 |
| 27 maart Vriendschappelijk № 541 «onderlinge duels» 20:15 uur (UTC+2) | Polen | 0 – 0 | Slovenië | Stadion Widzewa, Łódź Toeschouwers: 8.000 Scheidsrechter: Vladimír Hriňák (SVK) |
| 27 maart Vriendschappelijk № 541 «onderlinge duels» 20:15 uur (UTC+2) |       |       |          | Stadion Widzewa, Łódź Toeschouwers: 8.000 Scheidsrechter: Vladimír Hriňák (SVK) |

|                                                                    |                       |       |                    |                                                                                       |
| 1 mei Vriendschappelijk № 542 «onderlinge duels» 17:15 uur (UTC+2) | Polen                 | 1 – 1 | Wit-Rusland        | Stal Mielecstadion, Mielec Toeschouwers: 5.000 Scheidsrechter: Hermann Albrecht (GER) |
| 1 mei Vriendschappelijk № 542 «onderlinge duels» 17:15 uur (UTC+2) | Wojciech Kowalczyk 8' |       | 61' Pyatro Kachura | Stal Mielecstadion, Mielec Toeschouwers: 5.000 Scheidsrechter: Hermann Albrecht (GER) |

|                                                   |                                              |       |       |                                                                                 |
| 2 juni Vriendschappelijk № 543 «onderlinge duels» | Rusland                                      | 2 – 0 | Polen | Dinamostadion, Moskou Toeschouwers: 8.000 Scheidsrechter: Serhiy Tatulyan (UKR) |
| 2 juni Vriendschappelijk № 543 «onderlinge duels» | Joeri Kovtoen 21' Vladimir Bjestsjastnik 72' |       |       | Dinamostadion, Moskou Toeschouwers: 8.000 Scheidsrechter: Serhiy Tatulyan (UKR) |

|                                                                          |                                           |       |                                          |                                                                               |
| 27 augustus Vriendschappelijk № 544 «onderlinge duels» 16:30 uur (UTC+2) | Polen                                     | 2 – 2 | Cyprus                                   | GKS Stadion, Bełchatów Toeschouwers: 4.000 Scheidsrechter: Pavlin Jirku (CZE) |
| 27 augustus Vriendschappelijk № 544 «onderlinge duels» 16:30 uur (UTC+2) | Krzysztof Warzycha 47' Marcin Mięciel 57' |       | 76' Klimis Alexandrou 80' Kosta Malekkos | GKS Stadion, Bełchatów Toeschouwers: 4.000 Scheidsrechter: Pavlin Jirku (CZE) |

|                                                                          |       |                                          |           |                                                                               |
| 4 september Vriendschappelijk № 545 «onderlinge duels» 20:30 uur (UTC+2) | Polen | 0 – 2                                    | Duitsland | Stadion Górnika, Zabrze Toeschouwers: 8.000 Scheidsrechter: Paul Durkin (ENG) |
| 4 september Vriendschappelijk № 545 «onderlinge duels» 20:30 uur (UTC+2) |       | 28' Oliver Bierhoff 89' Jürgen Klinsmann |           | Stadion Górnika, Zabrze Toeschouwers: 8.000 Scheidsrechter: Paul Durkin (ENG) |

|                                                                           |                                   |       |                |                                                                                 |
| 9 oktober WK 1998 kwalificatie № 546 «onderlinge duels» 20:00 uur (UTC+1) | Engeland                          | 2 – 1 | Polen          | Wembley Stadium, Londen Toeschouwers: 74.663 Scheidsrechter: Hellmut Krug (GER) |
| 9 oktober WK 1998 kwalificatie № 546 «onderlinge duels» 20:00 uur (UTC+1) | Alan Shearer 26' Alan Shearer 38' |       | 7' Marek Citko | Wembley Stadium, Londen Toeschouwers: 74.663 Scheidsrechter: Hellmut Krug (GER) |

|                                                                             |                                                    |       |                             |                                                                                  |
| 10 november WK 1998 kwalificatie № 547 «onderlinge duels» 20:15 uur (UTC+1) | Polen                                              | 2 – 1 | Moldavië                    | Stadion GKS, Katowice Toeschouwers: 8.000 Scheidsrechter: Sotirios Vorgias (GRE) |
| 10 november WK 1998 kwalificatie № 547 «onderlinge duels» 20:15 uur (UTC+1) | Henryk Bałuszyński 3' Krzysztof Warzycha 77' (pen) |       | 83' (pen) Serghei Cleșcenco | Stadion GKS, Katowice Toeschouwers: 8.000 Scheidsrechter: Sotirios Vorgias (GRE) |

### 1997
|                                                                               |       |       |          |                                                                                           |
| 14 februari Cyprus Voetbaltoernooi № 548 «onderlinge duels» 15:15 uur (UTC+2) | Polen | 0 – 0 | Litouwen | Municipal Stadium, Agia Napa Toeschouwers: 200 Scheidsrechter: Anthimos Papaioannou (CYP) |
| 14 februari Cyprus Voetbaltoernooi № 548 «onderlinge duels» 15:15 uur (UTC+2) |       |       |          | Municipal Stadium, Agia Napa Toeschouwers: 200 Scheidsrechter: Anthimos Papaioannou (CYP) |

|                                                                               |                                                                 |       |                                                          |                                                                                             |
| 15 februari Cyprus Voetbaltoernooi № 549 «onderlinge duels» 15:15 uur (UTC+2) | Polen                                                           | 3 – 2 | Cyprus                                                   | Municipal Stadium, Agia Napa Toeschouwers: 300 Scheidsrechter: Michalis Paparvarnavas (CYP) |
| 15 februari Cyprus Voetbaltoernooi № 549 «onderlinge duels» 15:15 uur (UTC+2) | Cezary Kucharski 11' Tomasz Sokołowski 18' Radosław Kałużny 63' |       | 62' (pen.) Nikodimos Papavasiliou 73' Marios Haralambous | Municipal Stadium, Agia Napa Toeschouwers: 300 Scheidsrechter: Michalis Paparvarnavas (CYP) |

|                                                                               |                                                          |       |                                           | |
| 17 februari Cyprus Voetbaltoernooi № 550 «onderlinge duels» 15:15 uur (UTC+2) | Polen                                                    | 3 – 2 | Letland                                   | Anagennisi Football Ground, Dherynia Toeschouwers: 100 Scheidsrechter: Yiannakis Kiprianidis (CYP) |
| 17 februari Cyprus Voetbaltoernooi № 550 «onderlinge duels» 15:15 uur (UTC+2) | Radosław Kałużny 63' Piotr Jegor 83' Waldemar Kryger 90' |       | 22' Oļeg Blagonadeždins 55' Marian Pahars | Anagennisi Football Ground, Dherynia Toeschouwers: 100 Scheidsrechter: Yiannakis Kiprianidis (CYP) |

|                                                                          |                                                  |       |                                      | |
| 26 februari Vriendschappelijk № 551 «onderlinge duels» 21:35 uur (UTC−3) | Brazilië                                         | 4 – 2 | Polen                                | Estádio Serra Dourada, Goiânia Toeschouwers: 65.000 Scheidsrechter: Antônio Pereira da Silva (BRA) |
| 26 februari Vriendschappelijk № 551 «onderlinge duels» 21:35 uur (UTC−3) | Giovanni 8' Giovanni 27' Ronaldo 48' Ronaldo 72' |       | 86' Cezary Kucharski 90' Marek Citko | Estádio Serra Dourada, Goiânia Toeschouwers: 65.000 Scheidsrechter: Antônio Pereira da Silva (BRA) |

|                                                                       |                               |       |                     |                                                                         |
| 12 maart Vriendschappelijk № 552 «onderlinge duels» 16:30 uur (UTC+1) | Tsjechië                      | 2 – 1 | Polen               | Bazaly, Ostrava Toeschouwers: 15.817 Scheidsrechter: Vadzim Zjoek (BLR) |
| 12 maart Vriendschappelijk № 552 «onderlinge duels» 16:30 uur (UTC+1) | Pavel Kuka 21' Karel Rada 64' |       | 90' Jacek Zieliński | Bazaly, Ostrava Toeschouwers: 15.817 Scheidsrechter: Vadzim Zjoek (BLR) |

|                                                                         |       |       |        |                                                                               |
| 2 april WK 1998 kwalificatie № 553 «onderlinge duels» 20:30 uur (UTC+2) | Polen | 0 – 0 | Italië | Śląskistadion, Chorzów Toeschouwers: 32.000 Scheidsrechter: Kim Nielsen (DEN) |
| 2 april WK 1998 kwalificatie № 553 «onderlinge duels» 20:30 uur (UTC+2) |       |       |        | Śląskistadion, Chorzów Toeschouwers: 32.000 Scheidsrechter: Kim Nielsen (DEN) |

|                                                                          |                                                            |       |       |                                                                                        |
| 30 april WK 1998 kwalificatie № 554 «onderlinge duels» 20:45 uur (UTC+2) | Italië                                                     | 3 – 0 | Polen | Stadio San Paolo, Napoli Toeschouwers: 35.327 Scheidsrechter: José García-Aranda (ESP) |
| 30 april WK 1998 kwalificatie № 554 «onderlinge duels» 20:45 uur (UTC+2) | Roberto Di Matteo 24' Paolo Maldini 38' Roberto Baggio 62' |       |       | Stadio San Paolo, Napoli Toeschouwers: 35.327 Scheidsrechter: José García-Aranda (ESP) |

|                                                                     |                                              |       |                                             |                                                                                  |
| 22 mei Vriendschappelijk № 555 «onderlinge duels» 19:00 uur (UTC+2) | Zweden                                       | 2 – 2 | Polen                                       | Råsundastadion, Stockholm Toeschouwers: 10.000 Scheidsrechter: Kenny Clark (SCO) |
| 22 mei Vriendschappelijk № 555 «onderlinge duels» 19:00 uur (UTC+2) | Pär Zetterberg 15' Pär Zetterberg 32' (pen.) |       | 69' Krzysztof Bukalski 87' Radosław Kałużny | Råsundastadion, Stockholm Toeschouwers: 10.000 Scheidsrechter: Kenny Clark (SCO) |

|                                                                        |       |                                      |          |                                                                             |
| 31 mei WK 1998 kwalificatie № 556 «onderlinge duels» 20:30 uur (UTC+2) | Polen | 0 – 2                                | Engeland | Śląskistadion, Chorzów Toeschouwers: 32.000 Scheidsrechter: Urs Meier (SUI) |
| 31 mei WK 1998 kwalificatie № 556 «onderlinge duels» 20:30 uur (UTC+2) |       | 5' Alan Shearer 90' Teddy Sheringham |          | Śląskistadion, Chorzów Toeschouwers: 32.000 Scheidsrechter: Urs Meier (SUI) |

|                                                                         |                                                                                         |       |                     |                                                                               |
| 14 juni WK 1998 kwalificatie № 557 «onderlinge duels» 20:30 uur (UTC+2) | Polen                                                                                   | 4 – 1 | Georgië             | Stadion GKS, Katowice Toeschouwers: 2.000 Scheidsrechter: Günther Benkö (AUT) |
| 14 juni WK 1998 kwalificatie № 557 «onderlinge duels» 20:30 uur (UTC+2) | Adam Ledwoń 33' Mirosław Trzeciak 35' Krzysztof Bukalski 74' (pen.) Krzysztof Nowak 90' |       | 26' Sjota Arveladze | Stadion GKS, Katowice Toeschouwers: 2.000 Scheidsrechter: Günther Benkö (AUT) |

|                                                                          |                         |       |           |                                                                                         |
| 6 september Vriendschappelijk № 558 «onderlinge duels» 19:30 uur (UTC+2) | Polen                   | 1 – 0 | Hongarije | Wojska Polskiegostadion, Warschau Toeschouwers: 8.000 Scheidsrechter: Jozef Krula (CZE) |
| 6 september Vriendschappelijk № 558 «onderlinge duels» 19:30 uur (UTC+2) | Krzysztof Ratajczyk 59' |       |           | Wojska Polskiegostadion, Warschau Toeschouwers: 8.000 Scheidsrechter: Jozef Krula (CZE) |

|                                                                           |                                             |       |          |                                                                                     |
| 24 september Vriendschappelijk № 559 «onderlinge duels» 15:30 uur (UTC+2) | Polen                                       | 2 – 0 | Litouwen | Stadion Stomilu, Olsztyn Toeschouwers: 12.000 Scheidsrechter: Attila Hanacsek (HUN) |
| 24 september Vriendschappelijk № 559 «onderlinge duels» 15:30 uur (UTC+2) | Cezary Kucharski 18' Wojciech Kowalczyk 55' |       |          | Stadion Stomilu, Olsztyn Toeschouwers: 12.000 Scheidsrechter: Attila Hanacsek (HUN) |

|                                                                           |          |                                                                   |       |                                                                                      |
| 7 oktober WK 1998 kwalificatie № 560 «onderlinge duels» 19:00 uur (UTC+3) | Moldavië | 0 – 3                                                             | Polen | Stadionul Republican, Chisinau Toeschouwers: 8.000 Scheidsrechter: Metin Tokat (TUR) |
| 7 oktober WK 1998 kwalificatie № 560 «onderlinge duels» 19:00 uur (UTC+3) |          | 23' Andrzej Juskowiak 55' Andrzej Juskowiak 60' Andrzej Juskowiak |       | Stadionul Republican, Chisinau Toeschouwers: 8.000 Scheidsrechter: Metin Tokat (TUR) |

|                                                                            |                                                                    |       |       |                                                                                          |
| 11 oktober WK 1998 kwalificatie № 561 «onderlinge duels» 16:00 uur (UTC+4) | Georgië                                                            | 3 – 0 | Polen | Boris Paitsjadzestadion, Tbilisi Toeschouwers: 15.000 Scheidsrechter: Ľuboš Micheľ (SVK) |
| 11 oktober WK 1998 kwalificatie № 561 «onderlinge duels» 16:00 uur (UTC+4) | Artsjil Arveladze 53' Kachaber Tschadadze 66' Temoeri Ketsbaia 72' |       |       | Boris Paitsjadzestadion, Tbilisi Toeschouwers: 15.000 Scheidsrechter: Ľuboš Micheľ (SVK) |

### 1998
|                                                       |                                                                                |       |       |                                                                                                 |
| 8 februari Vriendschappelijk № 562 «onderlinge duels» | Paraguay                                                                       | 4 – 0 | Polen | Estadio Defensores del Chaco, Asuncion Toeschouwers: 24.000 Scheidsrechter: Angel Sánchez (ARG) |
| 8 februari Vriendschappelijk № 562 «onderlinge duels» | Miguel Ángel Benítez 25' Francisco Arce 27' Celso Ayala 55' Oscar Ferreira 67' |       |       | Estadio Defensores del Chaco, Asuncion Toeschouwers: 24.000 Scheidsrechter: Angel Sánchez (ARG) |

|                                                                          |                                    |       |       |                                                                                        |
| 25 februari Vriendschappelijk № 563 «onderlinge duels» 18:00 uur (UTC+2) | Israël                             | 2 – 0 | Polen | Ramat Ganstadion, Ramat Gan Toeschouwers: 12.000 Scheidsrechter: Graziano Cesari (ITA) |
| 25 februari Vriendschappelijk № 563 «onderlinge duels» 18:00 uur (UTC+2) | David Amsalem 28' Alon Mizrahi 83' |       |       | Ramat Ganstadion, Ramat Gan Toeschouwers: 12.000 Scheidsrechter: Graziano Cesari (ITA) |

|                                                                       |                                        |       |          |                                                                                             |
| 25 maart Vriendschappelijk № 564 «onderlinge duels» 20:15 uur (UTC+2) | Polen                                  | 2 – 0 | Slovenië | Wojska Polskiegostadion, Warschau Toeschouwers: 6.000 Scheidsrechter: Vasyl Melnychuk (UKR) |
| 25 maart Vriendschappelijk № 564 «onderlinge duels» 20:15 uur (UTC+2) | Wojciech Kowalczyk 37' Tomasz Iwan 55' |       |          | Wojska Polskiegostadion, Warschau Toeschouwers: 6.000 Scheidsrechter: Vasyl Melnychuk (UKR) |

|                                                                       |                                                                     |       |                         |                                                                                |
| 22 april Vriendschappelijk № 565 «onderlinge duels» 20:15 uur (UTC+2) | Kroatië                                                             | 4 – 1 | Polen                   | Stadion Gradski, Osijek Toeschouwers: 17.000 Scheidsrechter: Vencel Tóth (HUN) |
| 22 april Vriendschappelijk № 565 «onderlinge duels» 20:15 uur (UTC+2) | Zvonimir Boban 6' Mario Stanić 21' Mario Stanić 43' Alen Bokšić 47' |       | 67' Krzysztof Ratajczik | Stadion Gradski, Osijek Toeschouwers: 17.000 Scheidsrechter: Vencel Tóth (HUN) |

|                                                                     |                                                        |       |                        |                                                                               |
| 27 mei Vriendschappelijk № 566 «onderlinge duels» 20:00 uur (UTC+2) | Polen                                                  | 3 – 1 | Rusland                | Śląskistadion, Chorzów Toeschouwers: 7.000 Scheidsrechter: Gerd Grabner (AUT) |
| 27 mei Vriendschappelijk № 566 «onderlinge duels» 20:00 uur (UTC+2) | Mirosław Trzeciak 4' Tomasz Hajto 57' Tomasz Hajto 90' |       | 5' Aleksey Gerasimenko | Śląskistadion, Chorzów Toeschouwers: 7.000 Scheidsrechter: Gerd Grabner (AUT) |

|                                                                      |                        |       |                                                  |                                                                              |
| 15 juli Vriendschappelijk № 567 «onderlinge duels» 19:00 uur (UTC+3) | Oekraïne               | 1 – 2 | Polen                                            | NSK Olimpiejsky, Kiev Toeschouwers: 8.500 Scheidsrechter: Attila Juhos (HUN) |
| 15 juli Vriendschappelijk № 567 «onderlinge duels» 19:00 uur (UTC+3) | Andrij Sjevtsjenko 87' |       | 10' Mirosław Trzeciak 54' Sylwester Czereszewski | NSK Olimpiejsky, Kiev Toeschouwers: 8.500 Scheidsrechter: Attila Juhos (HUN) |

|                                                                          |                                           |       |        |                                                                              |
| 18 augustus Vriendschappelijk № 568 «onderlinge duels» 17:30 uur (UTC+2) | Polen                                     | 2 – 0 | Israël | Wisłastadion, Krakau Toeschouwers: 3.000 Scheidsrechter: Vaclav Krondl (CZE) |
| 18 augustus Vriendschappelijk № 568 «onderlinge duels» 17:30 uur (UTC+2) | Mirosław Trzeciak 24' Rafał Siadaczka 71' |       |        | Wisłastadion, Krakau Toeschouwers: 3.000 Scheidsrechter: Vaclav Krondl (CZE) |

|                                                                             |           |                                                                       |       |                                                                                   |
| 6 september EK 2000 kwalificatie № 569 «onderlinge duels» 20:30 uur (UTC+3) | Bulgarije | 0 – 3                                                                 | Polen | Neftochimicstadion, Boergas Toeschouwers: 15.000 Scheidsrechter: Marc Batta (FRA) |
| 6 september EK 2000 kwalificatie № 569 «onderlinge duels» 20:30 uur (UTC+3) |           | 18' Sylwester Czereszewski 42' Sylwester Czereszewski 48' Tomasz Iwan |       | Neftochimicstadion, Boergas Toeschouwers: 15.000 Scheidsrechter: Marc Batta (FRA) |

|                                                                            |                                                                |       |           |                                                                                          |
| 10 oktober EK 2000 kwalificatie № 570 «onderlinge duels» 20:00 uur (UTC+2) | Polen                                                          | 3 – 0 | Luxemburg | Wojska Polskiegostadion, Warschau Toeschouwers: 8.500 Scheidsrechter: Bujar Pregia (ALB) |
| 10 oktober EK 2000 kwalificatie № 570 «onderlinge duels» 20:00 uur (UTC+2) | Jerzy Brzęczek 18' Andrzej Juskowiak 33' Mirosław Trzeciak 64' |       |           | Wojska Polskiegostadion, Warschau Toeschouwers: 8.500 Scheidsrechter: Bujar Pregia (ALB) |

|                                                                          |                   |       |                                                               |                                                                                           |
| 10 november Vriendschappelijk № 571 «onderlinge duels» 18:00 uur (UTC+1) | Slowakije         | 1 – 3 | Polen                                                         | Tehelné pole, Bratislava Toeschouwers: 1.365 Scheidsrechter: Manfred Schüttengruber (AUT) |
| 10 november Vriendschappelijk № 571 «onderlinge duels» 18:00 uur (UTC+1) | Tibor Jančula 57' |       | 56' Piotr Reiss 66' Wojciech Kowalczyk 75' Wojciech Kowalczyk | Tehelné pole, Bratislava Toeschouwers: 1.365 Scheidsrechter: Manfred Schüttengruber (AUT) |

### 1999
|                                                                         |       |                 |       |                                                                                       |
| 3 februari Vriendschappelijk № 572 «onderlinge duels» 19:30 uur (UTC+1) | Malta | 0 – 1           | Polen | Ta' Qalistadion, Ta' Qali Toeschouwers: 300 Scheidsrechter: Alfredo Trentalange (ITA) |
| 3 februari Vriendschappelijk № 572 «onderlinge duels» 19:30 uur (UTC+1) |       | 90' Tomasz Kłos |       | Ta' Qalistadion, Ta' Qali Toeschouwers: 300 Scheidsrechter: Alfredo Trentalange (ITA) |

|                                                                          |                       |       |                       |                                                                                  |
| 10 februari Vriendschappelijk № 573 «onderlinge duels» 17:30 uur (UTC+1) | Finland               | 1 – 1 | Polen                 | Ta' Qalistadion, Ta' Qali Toeschouwers: 300 Scheidsrechter: Emanuel Zammit (MLT) |
| 10 februari Vriendschappelijk № 573 «onderlinge duels» 17:30 uur (UTC+1) | Jonatan Johansson 20' |       | 1' Wojciech Kowalczyk | Ta' Qalistadion, Ta' Qali Toeschouwers: 300 Scheidsrechter: Emanuel Zammit (MLT) |

|                                                                      |                      |       |         |                                                                                           |
| 3 maart Vriendschappelijk № 574 «onderlinge duels» 17:00 uur (UTC+1) | Polen                | 1 – 0 | Armenië | Wojska Polskiegostadion, Warschau Toeschouwers: 6.000 Scheidsrechter: Anton Stredák (SVK) |
| 3 maart Vriendschappelijk № 574 «onderlinge duels» 17:00 uur (UTC+1) | Mirosław Trzeciak 4' |       |         | Wojska Polskiegostadion, Warschau Toeschouwers: 6.000 Scheidsrechter: Anton Stredák (SVK) |

|                                                                        |                                                    |       |                    |                                                                                       |
| 27 maart EK 2000 kwalificatie № 575 «onderlinge duels» 15:00 uur (UTC) | Engeland                                           | 3 – 1 | Polen              | Wembley Stadium, Londen Toeschouwers: 73.836 Scheidsrechter: Vítor Melo Pereira (POR) |
| 27 maart EK 2000 kwalificatie № 575 «onderlinge duels» 15:00 uur (UTC) | Paul Scholes 11' Paul Scholes 23' Paul Scholes 71' |       | 29' Jerzy Brzęczek | Wembley Stadium, Londen Toeschouwers: 73.836 Scheidsrechter: Vítor Melo Pereira (POR) |

|                                                                          |       |                       |        |                                                                               |
| 31 maart EK 2000 kwalificatie № 576 «onderlinge duels» 20:30 uur (UTC+2) | Polen | 0 – 1                 | Zweden | Śląskistadion, Chorzów Toeschouwers: 28.000 Scheidsrechter: Markus Merk (GER) |
| 31 maart EK 2000 kwalificatie № 576 «onderlinge duels» 20:30 uur (UTC+2) |       | 36' Fredrik Ljungberg |        | Śląskistadion, Chorzów Toeschouwers: 28.000 Scheidsrechter: Markus Merk (GER) |

|                                                                       |                                            |       |                       |                                                                                           |
| 28 april Vriendschappelijk № 577 «onderlinge duels» 17:30 uur (UTC+2) | Polen                                      | 2 – 1 | Tsjechië              | Wojska Polskiegostadion, Warschau Toeschouwers: 3.000 Scheidsrechter: Giorgos Bikas (GRE) |
| 28 april Vriendschappelijk № 577 «onderlinge duels» 17:30 uur (UTC+2) | Mirosław Trzeciak 16' Artur Wichniarek 49' |       | 79' Vratislav Lokvenc | Wojska Polskiegostadion, Warschau Toeschouwers: 3.000 Scheidsrechter: Giorgos Bikas (GRE) |

|                                                                        |                                  |       |           |                                                                                             |
| 4 juni EK 2000 kwalificatie № 578 «onderlinge duels» 20:30 uur (UTC+2) | Polen                            | 2 – 0 | Bulgarije | Wojska Polskiegostadion, Warschau Toeschouwers: 6.200 Scheidsrechter: Stefano Braschi (ITA) |
| 4 juni EK 2000 kwalificatie № 578 «onderlinge duels» 20:30 uur (UTC+2) | Tomasz Hajto 16' Tomasz Iwan 62' |       |           | Wojska Polskiegostadion, Warschau Toeschouwers: 6.200 Scheidsrechter: Stefano Braschi (ITA) |

|                                                                        |                                 |       |                                                          |                                                                                         |
| 9 juni EK 2000 kwalificatie № 579 «onderlinge duels» 20:00 uur (UTC+2) | Luxemburg                       | 2 – 3 | Polen                                                    | Stade Josy Barthel, Luxemburg Toeschouwers: 2.806 Scheidsrechter: Anatoliy Ivanov (RUS) |
| 9 juni EK 2000 kwalificatie № 579 «onderlinge duels» 20:00 uur (UTC+2) | Marc Birsens 76' Jean Vanek 83' |       | 22' Rafał Siadaczka 45' Artur Wichniarek 70' Tomasz Iwan | Stade Josy Barthel, Luxemburg Toeschouwers: 2.806 Scheidsrechter: Anatoliy Ivanov (RUS) |

|                                                                              |                                                                    |       |                                                                                    |                                                                                          |
| 19 juni Vriendschappelijk Thailand Four-Nations Cup № 580 «onderlinge duels» | Nieuw-Zeeland                                                      | 0 – 0 | Polen                                                                              | Rajamangalastadion, Bangkok Toeschouwers: 11.000 Scheidsrechter: Hanlumyaung Panya (THA) |
| 19 juni Vriendschappelijk Thailand Four-Nations Cup № 580 «onderlinge duels» |                                                                    |       |                                                                                    | Rajamangalastadion, Bangkok Toeschouwers: 11.000 Scheidsrechter: Hanlumyaung Panya (THA) |
| 19 juni Vriendschappelijk Thailand Four-Nations Cup № 580 «onderlinge duels» | Strafschoppen                                                      |       |                                                                                    | Rajamangalastadion, Bangkok Toeschouwers: 11.000 Scheidsrechter: Hanlumyaung Panya (THA) |
| 19 juni Vriendschappelijk Thailand Four-Nations Cup № 580 «onderlinge duels» | Chris Jackson Scott Smith Gavin Wilkinson Paul Urlovic Mark Elrick | 4–5   | Maciej Żurawski Artur Wichniarek Radosław Michalski Maciej Stolarczyk Jacek Chańko | Rajamangalastadion, Bangkok Toeschouwers: 11.000 Scheidsrechter: Hanlumyaung Panya (THA) |

|                                                                          |                 |       |                                          |                                                                                              |
| 18 augustus Vriendschappelijk № 581 «onderlinge duels» 20:00 uur (UTC+2) | Polen           | 1 – 2 | Spanje                                   | Wojska Polskiegostadion, Warschau Toeschouwers: 8.000 Scheidsrechter: Sergei Khusainov (RUS) |
| 18 augustus Vriendschappelijk № 581 «onderlinge duels» 20:00 uur (UTC+2) | Tomasz Hajto 7' |       | 54' Fernando Morientes 66' Pedro Munitis | Wojska Polskiegostadion, Warschau Toeschouwers: 8.000 Scheidsrechter: Sergei Khusainov (RUS) |

|                                                                             |       |       |          |                                                                                           |
| 8 september EK 2000 kwalificatie № 582 «onderlinge duels» 20:30 uur (UTC+2) | Polen | 0 – 0 | Engeland | Wojska Polskiegostadion, Warschau Toeschouwers: 14.025 Scheidsrechter: Günter Benkö (AUT) |
| 8 september EK 2000 kwalificatie № 582 «onderlinge duels» 20:30 uur (UTC+2) |       |       |          | Wojska Polskiegostadion, Warschau Toeschouwers: 14.025 Scheidsrechter: Günter Benkö (AUT) |

|                                                                           |                                         |       |       |                                                                                |
| 9 oktober EK 2000 kwalificatie № 583 «onderlinge duels» 15:00 uur (UTC+2) | Zweden                                  | 2 – 0 | Polen | Råsundastadion, Stockholm Toeschouwers: 35.037 Scheidsrechter: Urs Meier (SUI) |
| 9 oktober EK 2000 kwalificatie № 583 «onderlinge duels» 15:00 uur (UTC+2) | Kennet Andersson 64' Henrik Larsson 90' |       |       | Råsundastadion, Stockholm Toeschouwers: 35.037 Scheidsrechter: Urs Meier (SUI) |

Poolse voetbalbond · A-internationals · Selecties · Statistieken · Pools vrouwenelftal · Olympisch elftal · Polen U21 · Polen U20 · Polen U19 · Polen U18 · Polen U17 · Polen U16
1921 – 1929 ·
1930 – 1939 ·
1940 – 1949 ·
1950 – 1959 ·
1960 – 1969 ·
1970 – 1979 ·
1980 – 1989 ·
1990 – 1999 ·
2000 – 2009 ·
2010 – 2019 ·
2020 – 2029
EK 2008 · 
EK 2012 · 
EK 2016 · 
EK 2020
WK 1938 ·
WK 1974 ·
WK 1978 ·
WK 1982 ·
WK 1986 ·
WK 2002 ·
WK 2006 ·
WK 2018
OS 1924 ·
OS 1936 ·
OS 1972 ·
OS 1976 ·
OS 1992
1921 · 
1922 · 
1923 · 
1924 · 
1925 · 
1926 · 
1927 · 
1928 · 
1929 · 
1930 · 
1931 · 
1932 · 
1933 · 
1934 · 
1935 · 
1936 · 
1937 · 
1938 · 
1939 · 
1940–1946 · 
1947 · 
1948 · 
1949 · 
1950 · 
1951 · 
1952 · 
1953 · 
1954 · 
1955 · 
1956 · 
1957 · 
1958 · 
1959 · 
1960 · 
1961 · 
1962 · 
1963 · 
1964 · 
1965 · 
1966 · 
1967 · 
1968 · 
1969 · 
1970 · 
1971 · 
1972 · 
1973 · 
1974 · 
1975 · 
1976 · 
1977 · 
1978 · 
1979 · 
1980 · 
1981 · 
1982 · 
1983 · 
1984 · 
1985 · 
1986 · 
1987 · 
1988 · 
1989 · 
1990 · 
1991 · 
1992 · 
1993 · 
1994 · 
1995 · 
1996 · 
1997 · 
1998 · 
1999 · 
2000 · 
2001 · 
2002 · 
2003 · 
2004 · 
2005 · 
2006 · 
2007 · 
2008 · 
2009 · 
2010 · 
2011 · 
2012 · 
2013 · 
2014 ·
2015 ·
2016 ·
2017 ·
2018 ·
2019 ·
2020 ·
2021
Albanië ·
Algerije ·
Andorra ·
Argentinië ·
Armenië ·
Australië ·
Azerbeidzjan ·
België ·
Bolivia ·
Bosnië en Herzegovina ·
Brazilië ·
Bulgarije ·
Canada ·
Chili ·
China ·
Colombia ·
Costa Rica ·
Cyprus ·
DDR ·
Denemarken ·
Duitsland ·
Ecuador ·
Egypte ·
Engeland ·
Estland ·
Faeröer · 
Finland ·
Frankrijk ·
Georgië ·
Gibraltar ·
Griekenland ·
Guatemala ·
Haïti ·
Hongarije ·
Ierland ·
India ·
Irak ·
Iran ·
Israël ·
Italië ·
Ivoorkust ·
IJsland ·
Japan ·
Joegoslavië ·
Kameroen ·
Kazachstan ·
Koeweit ·
Kroatië ·
Letland ·
Libië ·
Liechtenstein ·
Litouwen ·
Luxemburg ·
Marokko ·
Malta ·
Mexico ·
Moldavië ·
Montenegro ·
Nederland ·
Nieuw-Zeeland ·
Nigeria ·
Noord-Ierland ·
Noord-Korea ·
Noord-Macedonië ·
Noorwegen ·
Oekraïne ·
Oostenrijk ·
Peru ·
Portugal ·
Roemenië ·
Rusland ·
San Marino ·
Saoedi-Arabië · 
Schotland ·
Senegal ·
Servië ·
Servië en Montenegro · 
Singapore ·
Slovenië ·
Slowakije ·
Sovjet-Unie ·
Spanje ·
Thailand · 
Tsjechië ·
Tsjecho-Slowakije ·
Tunesië ·
Turkije ·
Uruguay ·
Verenigde Arabische Emiraten ·
Verenigde Staten ·
Wales ·
Wit-Rusland ·
Zuid-Afrika ·
Zuid-Korea ·
Zweden ·
Zwitserland
België (1982) ·
Colombia (2018) ·
Costa Rica (2006) ·
Duitsland (2006) ·
Duitsland (2008) ·
Duitsland (2016) ·
Ecuador (2006) ·
Frankrijk (1982) ·
Frankrijk (2022) ·
Griekenland (2012) ·
Italië (1982, 1) ·
Italië (1982, 2) ·
Japan (2018) ·
Kameroen (1982) ·
Kroatië (2008) ·
Noord-Ierland (2016) ·
Oostenrijk (2008) ·
Peru (1982) ·
Rusland (2012) ·
Senegal (2018) ·
Slowakije (2021) ·
Sovjet-Unie (1982) ·
Spanje (2021) ·
Tsjechië (2012) ·
Zweden (2021)
CONMEBOL: Bolivia · Chili  · Colombia · Ecuador · Uruguay · Venezuela

UEFA: Albanië · Andorra · Armenië · Azerbeidzjan · België · Bosnië en Herzegovina · Bulgarije · Cyprus · Denemarken · (West-)Duitsland · Duitse Democratische Republiek · Engeland · Estland · Faeröer · Finland · Frankrijk · Georgië · Griekenland · Hongarije · IJsland · Ierland · Israël · Italië · Joegoslavië · Kroatië · Letland · Liechtenstein · Litouwen · Luxemburg · Malta · Moldavië · Nederland · Noord-Ierland · Noord-Macedonië · Noorwegen · Oekraïne · Oostenrijk · Polen · Portugal · Roemenië · Rusland · San Marino · Schotland · Slovenië · Slowakije · Sovjet-Unie/GOS ·  Spanje · Tsjechië · Tsjecho-Slowakije · Turkije · Wales · Wit-Rusland · Zweden · Zwitserland

AFC: Kazachstan

CAF: Madagaskar

CONCACAF: Belize · Canada